# Едді Адамс
Едвард Томас «Едді» Адамс (англ. Thomas Edward «Eddie» Adams; 12 червня 1933 — 18 вересня 2004) — американський журналіст, фотокореспондент, який прославився своєю фотографією, зробленою під час В'єтнамської війни.

## Коротка біографія
Едвард Адамс (вважав за краще, щоб його називали Едді Адамс) народився 12 червня 1933 року в Нью-Кенсингтоні, штат Пенсільванія. Свою кар'єру фотокореспондента він почав ще під час навчання в школі, фотографуючи на весіллях. Після закінчення школи працював у місцевій газеті «Дейлі Диспетч» (Daily Dispatch). Під час Корейської війни Адамс був військовим фотографом, приписаним до підрозділу морської піхоти США на фронті. За час своєї кар'єри він висвітлював 13 збройних конфліктів, працюючи на Ассошіейтед Прес, журнали «Тайм», «Ньюсвік», «Перейд». Він фотографував політичних діячів, зірок шоу-бізнесу, але всесвітню популярність йому принесла тільки одна фотографія, зроблена під час В'єтнамської війни.

## Страта в Сайгоні
У В'єтнамі Адамс побував двічі, у 1965—1966 і 1967—1968 роках, обидва рази в якості кореспондента Ассошіейтед Прес. Він був особистим другом командувача морської піхоти США у В'єтнамі генерала Льюїса Уолта і неодноразово бував на операціях разом з американськими підрозділами, висвітлюючи найбільш відомі битви війни (операції «Starlite» і «Utah», оборону табору спецназу Плей-Ме). Свою найвідомішу фотографію Адамс зробив через кілька тижнів після повернення до В'єтнаму. 30—31 січня 1968 року в Південному В'єтнамі почався перший широкомасштабний наступ сил  НФВПВ і північнов'єтнамської армії, відомий як Тетський наступ. Однією з головних цілей наступу була столиця країни Сайгон, в якому розгорнулися вуличні бої. На другий день наступу, 1 лютого, в атмосфері хаосу, Адамс вирушив у китайський квартал Сайгона Холон, де йшли запеклі бої за буддійську пагоду. Коли він прибув туди, пагода вже була взята південнов'єтнамськими військами.

Фотокореспондент «Ассошіейтед Прес» Едді Адамс і оператор NBC Во Суу, що стояли біля пагоди Анкуанг, звернули увагу на двох в'єтнамських морських піхотинців, які конвоювали людини в картатій сорочці і чорних шортах; руки полоненого були зв'язані за спиною. Во Суу увімкнув кінокамеру. Бригадний генерал Нгуєн Нгок Лоан, шеф південнов'єтнамської поліції, помахом руки наказав охоронцям відійти і ступив до їхнього підопічного, що стояв, опустивши очі до землі. Не кажучи ні слова, Лоан вийняв револьвер, витягнув праву руку, майже торкнувшись стволом голови полоненого, і натиснув на спуск. Фотограф Едді Адамс теж натиснув на спуск..

«Страта в Сайгоні» стала однією з найбільш знаменитих фотографій В'єтнамської війни. Едді Адамс отримав за неї кілька премій, у тому числі Пулітцерівську премію і нагороду Ворлд Прес Фото як за кращу фотографію 1968 року. Фотографія була опублікована на перших шпальтах багатьох газет по всьому світу, і, як вважається, зіграла свою роль у зміні ставлення американського суспільства до війни у В'єтнамі. Як з'ясувалося, розстріляний в'єтнамець дійсно був активістом В'єтконгу, який перед своїм полоном вбив південнов'єтнамського поліціянта і його сім'ю, разом з малолітніми дітьми. Факт розстрілу військовополоненого без суду і слідства, здійсненого до того ж начальником поліції Південного В'єтнаму, викликав хвилю обурення в колах інтелігенції, а фотографія широко використовувалася антивоєнним рухом.
Сам Адамс, спочатку сказав іншим журналістам в Сайгоні: «Я отримав те, за чим приїхав у В'єтнам», згодом глибоко жалкував через свій знімок, відмовившись від присудженої йому Пулітцерівської премії: «Я отримав гроші за показ убивства. Знищено два життя, а мені за це заплатили». Він хотів, щоб славу йому принесла не ця, а інша фотографія, зроблена одинадцять років потому. Адамс тоді сфотографував біженців з комуністичного В'єтнаму, що пливуть у Таїланд, човен яких влада Таїланду відмовилися прийняти у своїй країні, і цей знімок змусив президента Картера і Конгрес дозволити імміграцію в'єтнамських біженців у США. Едді Адамс писав у журналі «Таймс»: «Генерал вбив в'єтконгівця; я вбив генерала своїм фотоапаратом. Фотографії є найпотужнішою зброєю у світі. Люди вірять їм; але фотографії брешуть, навіть без маніпулювання ними. Вони — лише напівправда». Коли Нгуен Нгок Лоан жив у США, Адамс приніс йому і його родині вибачення за той збиток, що його фотографія заподіяла честі генерала. Після смерті генерала в 1998 році Адамс назвав його героєм.

## Особисте життя, нагороди та смерть
Адамс був двічі одружений, у нього були дві доньки і два сини. За час своєї кар'єри фотожурналіста він отримав велику кількість нагород, зокрема такі престижні, як Пулітцерівську премію (1969), Золоту медаль Роберта Капи (1977), премію Джорджа Полка (у 1968, 1977 і 1978 роках). Адамс помер 19 вересня 2004 року в Нью-Йорку від невиліковного бічного аміотрофічного склерозу (хвороба Лу Геріга).

## Цікаві факти
- У детективі Крістофера Хайда «Десятий Хрестовий» дано абсолютно явну вказівку на Едді Адамса як прототипа головного персонажа, фотографа Філіпа Керкленда — за описом його знаменитої фотографії.
- У липні 2003 року в США розгорівся скандал, пов'язаний з карикатурою Майкла Раміреса[en]. На карикатурі, стилізованій під знамениту фотографію Адамса, був зображений розстріл Джорджа Буша. Автор карикатури заявив, що хотів зобразити внутрішньополітичні небезпеки, які очікують адміністрацію Буша після закінчення активних бойових дій в Іраку.
- Алюзія на фотографію Адамса міститься у вступному ролику комп'ютерної гри Fallout, у сцені розстрілу американським солдатом полоненого канадського партизана перед телекамерою.